# گیورگی ماسخاراشولی
گیورگی ماسخاراشولی (گرجی: გიორგი მასხარაშვილი؛ زادهٔ ۱۸ اکتبر ۱۹۷۷) بازیگر، کارگردان فیلم و هنرمند اهل گرجستان است.
از فیلم‌ها یا برنامه‌های تلویزیونی که وی در آن نقش داشته است، می‌توان به تناقض و تفلیس، دوستت دارم اشاره کرد.